# Allium cassium
Allium cassium — вид трав'янистих рослин родини амарилісові (Amaryllidaceae), поширений у Західній Азії.

## Поширення
Поширення: Кіпр, Ліван, Сирія, пд. Туреччина.
На Кіпрі росте на кам'янистих схилах і берегах на великих висотах, на магматичних гірських схилах. У Сирії та Лівані вид зустрічається в соснових та мішаних лісах, у дубових чагарниках та макісах, а на більш високій висоті, на луках, часто біля снігових полів.

## Використання
Рослина широко трапляється в торгівлі декоративними рослинами, проте походження матеріалу не визначене. Це третинний дикий родич і потенційний донор генів для ряду культур у групі Allium.

## Загрози й охорона
Немає негайних великих загроз для цього виду; однак, оскільки він росте на великих висотах, на нього можуть вплинути кліматичні зміни.
Деякі субпопуляції трапляються в заповідних зонах.